# Zanonia angulata
Zanonia angulata är en gurkväxtart som beskrevs av Nathaniel Wallich. Zanonia angulata ingår i släktet Zanonia och familjen gurkväxter. Inga underarter finns listade i Catalogue of Life.